# Amadou Dia Ba
Amadou Dia Ba (El Hadji Amadou Dia Ba; * 22. September 1958 in Dakar) ist ein ehemaliger senegalesischer Leichtathlet und der bisher einzige olympische Medaillengewinner des Senegal. Bei einer Körpergröße von 1,88 m betrug sein Wettkampfgewicht 72 kg.
Dia Ba war 1978 Dritter der Afrikaspiele im Hochsprung geworden. 1981 stellte er mit 2,18 m seine persönliche Bestleistung auf. Danach wechselte er zum 400-Meter-Hürdenlauf. Seine Bestleistung aus dem Olympiafinale 1988 von 47,23 s bedeutete damals Afrikarekord und wurde bis heute (Stand August 2013) nur von vier US-Amerikanern und einem Sambier unterboten.

## Olympische Spiele
Amadou Dia Ba nahm von 1984 bis 1992 an den Olympischen Spielen teil. Mit der 4-mal-400-Meter-Staffel erreichte er weder 1984 noch 1988 den Endlauf. Über 400 Meter Hürden erreichte er 1984 in Los Angeles das Finale und wurde in 49,23 s Fünfter. 1988 in Seoul gewann er die Silbermedaille in 47,23 s hinter dem US-Amerikaner Andre Phillips in 47,19 s. Dritter wurde Edwin Moses in 47,56 s, der bis dahin seit 1976 bei internationalen Meisterschaften ungeschlagen war.
1992 in Barcelona schied Dia Ba mit 49,47 s im Vorlauf aus.

## Weltmeisterschaften
1983 in Helsinki wurde Dia Ba in 49,61 Siebter des Finales, 1987 in Rom in 48,37 s Fünfter. 1991 in Tokio schied er im Vorlauf mit 49,77 s aus.

## Einordnung
Für den Senegal traten bis dato zwei Große in der Leichtathletik an. Amadou Dia Ba ist mit seiner Silbermedaille aus dem Jahr 1988 der einzige olympische Medaillengewinner seines Landes. 2001 gewann Amy Mbacké Thiam den 400-Meter-Lauf und holte damit den ersten Weltmeistertitel überhaupt für den Senegal. Objektiv ist Amadou Dia Ba der erfolgreichste Sportler und Amy Mbacké Thiam die erfolgreichste Sportlerin des Senegal.